# Armengaud Blaise
Pour les articles homonymes, voir Armengaud et Blaise.
Armengaud Blaise ou Armengaud de Blaise (en latin Armengaudus ou Armengaldus Blasii Monspeliensis), né à Montpellier vers 1264, mort en 1312, est un médecin et traducteur de textes de l'arabe et de l'hébreu au latin.

## Éléments biographiques
Il était le neveu d'Arnaud de Villeneuve, soit par la sœur de ce dernier, soit par son épouse. Il passa les quarante premières années de sa vie dans sa ville natale, où il se maria vers 1290. Il eut au moins deux fils. De 1304 à 1308, il fut à Barcelone le médecin du roi Jacques II. En rapport avec le pape Clément V à partir de 1307, il alla peut-être à Avignon en 1309. Le pape octroya des bénéfices ecclésiastiques à ses fils.

## Œuvre
Comme son oncle, il connaissait l'arabe et l'hébreu et se rendit célèbre par ses traductions.
- Translatio canticorum Avicennæ cum commento Averrois (1283) : traduction de l'Urdjuza fi-tib (Poème sur la médecine), en 1 300 vers, d'Avicenne, avec un commentaire d'Averroès ;
- Liber Galieni de cognitione propriorum defectuum et vitiorum ;
- Translatio tractatus Moisis Maimonidis de medicinis contra venena ;
- Tractatus Profacii Judæi sapientis astronomi super quadrantem novum : traduction, réalisée en 1290 sous la dictée et le contrôle de l'auteur, d'un traité sur le quadrant rédigé en hébreu en 1288 par le savant juif Jacob ben Makhir ibn Tibbon, dit Profeit (ou Profiat) Tibbon, en latin Profacius (v. 1236-v. 1305)[1] ;
- Translatio tractatus Moisis Maimonidis de regimine ægrorum et sanorum, et specialiter de asmate (1294) ;
- Translatio Œconomicæ Galieni (vers 1300) : traduction d'un traité grec d'économique attribué à Bryson dans le monde arabe, dont il nous reste aussi des versions arabe et hébraïque[2] ;
- Tabula antidotarii : recueil de soixante-treize formules de médicaments composés, dont soixante-deux sont empruntées à l'antidotaire de Nicolas de Salerne (XIIe siècle) ;
- Aphorismi.